# Arctesthes siris
Arctesthes siris là một loài bướm đêm trong họ Geometridae.